# 丸茂弘幸
丸茂 弘幸（まるも ひろゆき、1943年 - ）は、日本の都市計画家。

## 来歴
神奈川県に生まれる。東京大学工学部都市工学科を卒業後、同大学院修士課程を修了した。
インドの都市計画・建築大学研究員、フィンランドのP・アホラ建築事務所、イギリスのミルトン・ケインズ開発公社、広島大学講師を経て、関西大学工学部建築学科教授となる。
この間、1987年9月に、論文「大学の物的成長に伴う立地形態の変動現象とキャンパスの建詰り現象に関する研究」で東京大学より工学博士号を取得した。
著書に『都市のデザイン―“きわだつ”から“おさまる”へ』（学芸出版社、2002年）がある。